# Krayzie Bone
Krayzie Bone, de son vrai nom Anthony Henderson (né le 17 juin 1973 à Cleveland, dans l'Ohio), est un rappeur, producteur américain. Il est membre du groupe de hip-hop Bone Thugs-N-Harmony. Krayzie Bone est père de huit enfants ; Destiny, Melody, Laron, Tiara, Nathan, Malaysia, Anthony et Nyasia. Il épouse son actuelle femme Andrea le 8 octobre 2014.

## Biographie
Krayzie Bone se joint initialement au groupe de hip-hop Bone Thugs-N-Harmony en 1993, et commence sa carrière musicale avec l'EP Creepin on Ah Come Up. Il participe ensuite aux albums E 1999 Eternal publié en 1995, et The Art of War publié en 1997, contribuant ainsi à la popularité du groupe.
À l'approche du millénaire, Krayzie décide de se lancer dans une carrière solo et publie son premier album, Thug Mentality 1999, le 30 mars 1999,. De nombreux featurings sont présents sur cet opus, parmi lesquels Bone Thugs-n-Harmony, The Marley Brothers, Mariah Carey, Big Pun, Fat Joe, E-40, 8Ball and MJG, Kurupt, Treach, Snoop Dogg, Ice Cube et Lil'Pac. L'album atteint la quatrième place du classement américain Billboard 200, et est certifié disque de platine par la Recording Industry Association of America, peu après sa sortie
. Krayzie publie son deuxième album, Thug on da Line, le 28 août 2001. Les démons intérieurs et la vie de gangster sont les principaux sujets abordés dans l'album. Il est bien accueilli par la presse spécialisée, classé 27e du Billboard 200, et certifié disque d'or. Amazon le considère même comme l'un des meilleurs albums de l'année 2001. Il publie un troisième album, Gemini: Good vs. Evil le 8 février 2005 qui atteint la 69e place du Billboard 200.
Son succès le plus connu est le single Ridin', en duo avec Chamillionaire, classé 21e du Billboard Hot 100 pendant six semaines. Ridin' est également récompensé dans la catégorie de « meilleure performance rap par un groupe ou duo » à la 49e édition des Grammy Awards.
En 2011, Krayzie Bone et Wish Bone décident de quitter le groupe Bone Thugs-N-Harmony, après le semi échec commercial de l'album du groupe intitulé Uni5: The World's Enemy. Cette rupture est mal acceptée, notamment par Flesh-N-Bone qui dénonce une atteinte à leur mentor Eazy-E. Pourtant l'année suivante le groupe se réconcilie et chante ensemble la totalité de son célèbre album E.1999 Eternal lors de la série de concerts du festival Rock the Bells. Lors d'une conférence de presse en avril 2014, Krayzie Bone annonce la publication du premier opus de la trilogie Chasing the Devil prévu le 22 juillet 2014, et distribué par le label RBC Records,.

## Label
Krayzie Bone est l'un des membres fondateurs de la Mo Thugs Family, un collectif de rap basé à Cleveland. Il se sépare du groupe en 1998 pour former ThugLine Records ou The Life Entertainment. On[Qui ?] peut d'ailleurs le voir porter les initiales de son groupe sur ses vêtements dans de nombreux clips.

## Discographie

### Albums studio
- 1998 : Thug Mentality 1999
- 2001 : Thug on da Line
- 2005 : Gemini: Good vs. Evil
- 2015 : Chasing the Devil
- 2017 : Eternal Legend

### Albums indépendants
- 2003 : LeathaFace: The Legends Underground (Part 1)
- 2005 : Too Raw for Retail
- 2007 : Mellow, Smooth and Krayzie
- 2010 : Everybody Wants a Thug

### Mixtapes
- 2006 : Streets Most Wanted
- 2007 : Thugline Boss
- 2008 : The Fixtape Vol. 1: Smoke on This
- 2009 : The Fixtape Vol. 2: Just One Mo Hit
- 2010 : The Fixtape Vol. 3: Lyrical Paraphernalia
- 2011 : The Fixtape Vol. 4: Under the Influence
- 2013 : The QuickFix: Level 1
- 2015 : Chasing the devil